# CBWT-DT
CBWT-DT est une station de télévision manitobaine publique de langue anglaise située à Winnipeg appartenant à la Société Radio-Canada et faisant partie du réseau CBC.
Située dans le fuseau-horaire central, la programmation de CBWT est diffusée une heure plus tard que les stations CBC de l'Ontario et du Québec, et distribuée par câble dans le reste du Manitoba, dans l'ouest de l'Ontario, au nord-est de l'état du Dakota du Nord et au nord-ouest de l'état du Minnesota.

## Nouvelles
CBWT produit un bulletin de nouvelles tous les jours à 18 h et 23 h.

## Histoire
La station est entrée en ondes le 31 mai 1954, et diffusait la programmation en français et en anglais jusqu'au lancement de CBWFT-DT le 24 avril 1960. Elle recevait sa programmation via kinéscope jusqu'au 30 septembre 1956, dorénavant relié au lien micro-onde avec Toronto, Montréal et Ottawa.

### Antennes, Télévision numérique terrestre et haute définition
Lors de l'arrêt de la télévision analogique et la conversion au numérique qui a eu lieu le 1er septembre 2011, CBWT a fait face à un retard imprévu indépendant de la volonté de la Société. « Le pylône installé sur le toit de l'immeuble Richardson à Winnipeg n'était pas en mesure de prendre en charge en toute sécurité les nouvelles antennes numériques » et doit être remplacé. Le pylône a été remplacé, et la diffusion en numérique a débuté le 7 décembre 2011, alors que la diffusion analogique sur le canal 6 a continué jusqu'au 12 décembre à 23 h 59.
En avril 2012, à la suite des compressions budgétaires, CBC a annoncé la fermeture de tous les émetteurs analogiques dès le 31 juillet 2012. L'émetteur numérique de Winnipeg reste en fonction.